# Shankar Tucker
Pour les articles homonymes, voir Tucker.
Shankar Tucker est un clarinettiste et compositeur américain. Il s'est fait connaître par le biais de sa série musicale en ligne, The ShrutiBox. The Shrutibox présente ses compositions et est disponible sur son site internet ainsi que sur des plateformes de partage en ligne telles que YouTube et Soundcloud,,.

## Jeunesse et études
Shankar Tucker a grandi aux États-Unis, dans le Massachusetts. Son prénom, Shankar, lui a été donné sur la suggestion de Mata Amritanandamayi, la maîtresse spirituelle de la famille Tucker. Durant sa période au lycée, Shankar Tucker a été attiré vers la musique classique indienne en écoutant "Remember Shakti" de John McLaughlin et a commencé à en jouer lui-même. Shankar Tucker est diplômé du Conservatoire de musique de Nouvelle-Angleterre, à Boston, où il a étudié la clarinette. Il a commencé à apprendre à jouer de la musique classique indienne en prenant des cours auprès de Peter Row, un joueur de sitar. Finalement, il a obtenu une bourse pour étudier la flûte avec le maître Hariprasad Chaurasia à Mumbai. En plus de la clarinette, Shankar Tucker joue du tabla, de la kanjira, du piano,  de la basse et de la guitare ,.

## The ShrutiBox
Shankar Tucker a créé The ShrutiBox au printemps 2011.  Les chansons de The ShrutiBox sont une fusion de musique classique indienne et de jazz. La plupart d'entre elles sont des ré-enregistrements de chansons populaires indiennes dont une version instrumentale de "O Saya" d'A.R. Rahman. De nombreux jeunes instrumentistes et chanteurs du sud comme du nord de l'Inde, dont Vidya et Vandana Iyer, Nirali Kartik, Mahesh Vinayakram, B. Sree Sundarkumar, et d'autres, ont participé à l'enregistrement des chansons de The ShrutiBox. Shankar Tucker a joué lui-même la plupart des parties instrumentales des morceaux. Les chansons de l'album sont ,: 
1. "O Re Piya/ Rolling in the Deep (feat. Rohan Kymal)"
2. "Munbe Va (feat. Vidya & Vandana Iyer)"
3. "Night Monsoon (Instrumental)"
4. "Guru Brahma (feat. Mahesh Vinayakram & Shree Sundarkumar)"
5. "Ja Ja Re (feat. Nirali Kartik)"
6. "Nee Nenaindal (feat. Vidya Vandana)"
7. "Moments and Centers (Instrumental)"
8. "Lemongrass (Instrumental)"
9. "O Saya (Instrumental)"
10. "Sonu (Instrumental)"
11. "Dhun in Raag Mishra Pilu (Instrumental)"
12. "Sapnon Se Bhare Naina (feat. Rohini Ravada)"
13. "Manmohini Morey (feat. Aditya Rao)"
14. "Ashai Mugam (feat. Vidya & Vandana Iyer)"
15. "Aaj Jaane Ki Zid Na Karo (feat. Rohini Ravada)"

## Popularité
La chaîne YouTube The ShrutiBox a été vue plus de trois millions de fois en quelque six mois. Les chansons de The ShrutiBox ont également été diffusées dans le programme Roots de MTV India, qui s'intéresse aux artistes ayant été fortement influencés par l'Asie du Sud,. Shankar Tucker a été invité à parler à la conférence TEDx Gateway de Mumbai. Il a également été le premier à s'exprimer à la TEDxNITCalicut.